# Rhytidocystis polygordiae
Rhytidocystis polygordiae is een soort in de taxonomische indeling van de Myzozoa, een stam van microscopische parasitaire dieren. Het organisme komt uit het geslacht Rhytidocystis en behoort tot de familie Rhytidocystidae. Rhytidocystis polygordiae werd in 2006 ontdekt door Leander & Ramey.